# Calliophis haematoetron
Calliophis haematoetron là một loài rắn trong họ Rắn hổ. Loài này được Smith, Manamendra-Arachchi & Somaweera mô tả khoa học đầu tiên năm 2008.